# Таёжный (Новокузнецк)
Таёжный — упразднённый посёлок в Новокузнецком городском округе Кемеровской области России. Исключён из учётных данных в 2000 году. Фактически включен в состав города Новокузнецк.

## География
Таёжный располагался по обоим берегам реки Курейная, на расстоянии приблизительно 2,5 км по прямой к востоку от окраин города Новокузнецк.

## История
Решением Кемеровского ОИК № 34 от 12 января 1962 года посёлку Абашевской нефтебазы Сидоровского сельсовета Новокузнецкого района присвоено название посёлок Таёжный. Решением ОИК № 204/271 от 4 июня 1963 года посёлок Таёжный передан в административное подчинение Орджоникидзевского райсовета города Новокузнецк.
Законом Кемеровской области от 25 октября 2000 года № 708 посёлок исключен из учётных данных.

## Население
| 1970 | 1979 | 1989 |
| ---- | ---- | ---- |
| 107  | ↘41  | ↘14  |